# Hybomitra susurra
Hybomitra susurra är en tvåvingeart som först beskrevs av Marten 1883.  Hybomitra susurra ingår i släktet Hybomitra och familjen bromsar. Inga underarter finns listade i Catalogue of Life.